# George Geoffrey Ward Clemenger
George Geoffrey Ward Clemenger fue un capellán de la Royal Navy, protagonista de los sucesos que condujeron a la crisis conocida como Cuestión Christie.

## Biografía
George Geoffrey Ward Clemenger nació en 1828 en Irlanda.
Casó con Caroline Clemenger.
En 1853 se convirtió en capellán de la armada británica y sirvió en la campaña del Mar Báltico durante la Guerra de Crimea.
Como capellán del HMS Hawke se vio envuelto en un escándalo cuando el domingo 31 de octubre de 1858 el navío inició un prolongado cañoneo frente a la ciudad de Queenstown.
El 1 de diciembre se efectuó a bordo del HMS Nile una corte marcial que tenía por principal imputado al teniente 2° Edward Alfred Luckraft. Clemenger testificó que había visto a Luckraft servir el cañón, bebido y «aparentemente incapaz de cuidar de sí mismo».
Pasó luego a servir en la fragata de 51 cañones HMS Forte, buque insignia del contralmirante Richard Laird Warren en la costa sudoriental de Sudamérica, al mando del capitán Thomas Saumarez.
El 17 de junio de 1862, mientras se hallaba de franco, fue detenido brevemente en las afueras de Río de Janeiro por la policía brasileña junto al teniente John Eliot Pringle y a un guardiamarina del Forte, borrachos según las declaraciones policiales. El incidente fue uno de los principales detonantes de la llamada Cuestión Christie, grave conflicto que llevó a la ruptura de relaciones diplomáticas entre el Imperio de Brasil y Gran Bretaña.
Para el censo de 1881 residía en Alverstoke, Hampshire, Inglaterra. 
En 1883 pasó a retiro y fue rector de su parroquia hasta 1903.
Falleció el 10 de julio de 1909 a los 82 años de edad.
Fue sepultado en St Andrew's Church, Alwalton, Cambridgeshire, Inglaterra.